# ウシャンギ・コカウリ

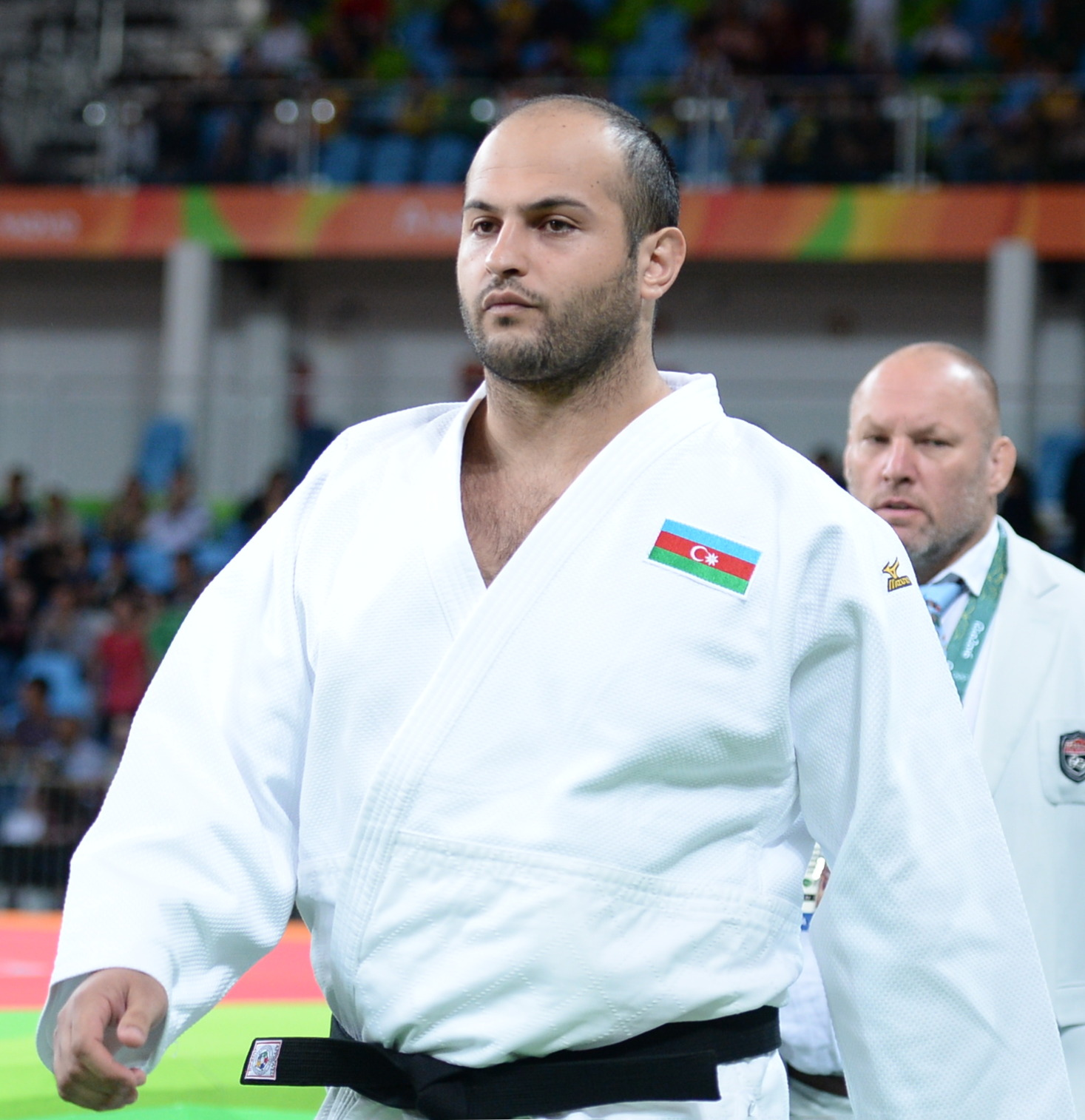
リオデジャネイロ五輪にて (2016年)

ウシャンギ・コカウリ（Ushangi Kokauri 1992年1月10日 - ）は、アゼルバイジャンの柔道選手。ジョージアのゴリ出身。階級は100kg超級。身長195cm。体重135kg。

## 人物
ジュニア時代はジョージア代表として国内外のジュニア大会で一定の成績を収めていたが、2013年にはアゼルバイジャンへ帰化した。2014年のU23ヨーロッパ選手権100kg超級で2位になった。2016年のリオデジャネイロオリンピックでは2回戦で原沢久喜に大内刈で敗れた。2018年に地元アゼルバイジャンのバクーで開催された世界選手権では、世界ランキング36位の伏兵ながら準々決勝でリオデジャネイロオリンピック100kg級金メダリストであるチェコのルカシュ・クルパレクを合技で破るなどして決勝まで進むと、アゼルバイジャン大統領のイルハム・アリエフの観戦する中でジョージアのグラム・ツシシビリと対戦するが、終了間際に一本背負投で敗れて2位だった。2021年7月に日本武道館で開催された東京オリンピックでは2回戦でブラジルのラファエル・シルバに敗れた。2024年に故郷のジョージアで開催されたグランドスラム・トビリシでは準決勝で世界チャンピオンであるキューバのアンディ・グランダを破るなどして2位となった。パリオリンピックでは7位だった。
IJF世界ランキングは1093ポイント獲得で36位(25/6/2現在)。

## 主な戦績
- 2009年 - ヨーロッパジュニア　5位
- 2014年 - U23ヨーロッパ選手権　2位
- 2014年 - グランドスラム・バクー　5位
- 2016年 - ヨーロッパオープン・オーバーヴァルト　優勝
- 2016年 - アフリカオープン・カサブランカ　優勝
- 2016年 - ヨーロッパ選手権　団体戦　3位
- 2016年 - グランプリ・アルマトイ　3位
- 2016年 - ワールドマスターズ　5位
- 2017年 - グランドスラム・バクー　5位
- 2018年 - 世界選手権　2位
- 2019年 - グランドスラム・パリ　3位
- 2019年 - ヨーロッパ競技大会　5位
- 2019年 - グランドスラム・アブダビ　3位
- 2021年 - グランドスラム・バクー 3位
- 2022年 - グランドスラム・パリ　2位
- 2022年 - グランプリ・ザグレブ 3位
- 2022年 - ヨーロッパオープン・リッチョーネ　3位
- 2023年 - グランドスラム・テルアビブ　2位
- 2023年 - グランプリ・ザグレブ　3位
- 2024年 - グランドスラム・トビリシ　2位
- 2024年 - パリオリンピック　7位
- 2024年 - グランドスラム・アブダビ　2位
- 2025年 - 世界選手権　5位

(出典、JudoInside.com)